# Boko (ort)
Boko är en ort i Burkina Faso.   Den ligger i regionen Centre-Nord, i den centrala delen av landet, 130 km öster om huvudstaden Ouagadougou. Boko ligger 295 meter över havet och antalet invånare är 2 633.
Terrängen runt Boko är mycket platt. Närmaste större samhälle är Boulsa, 19,7 km väster om Boko.
Trakten runt Boko består i huvudsak av gräsmarker. Runt Boko är det ganska glesbefolkat, med 50 invånare per kvadratkilometer.